# Achrysocharoides cariocus
Achrysocharoides cariocus är en stekelart som först beskrevs av Miller 1962.  Achrysocharoides cariocus ingår i släktet Achrysocharoides och familjen finglanssteklar. Inga underarter finns listade i Catalogue of Life.